# Euplocamus melanchrodes
Euplocamus melanchrodes är en fjärilsart som beskrevs av Edward Meyrick 1916. Euplocamus melanchrodes ingår i släktet Euplocamus och familjen äkta malar. Inga underarter finns listade i Catalogue of Life.